# Q-link

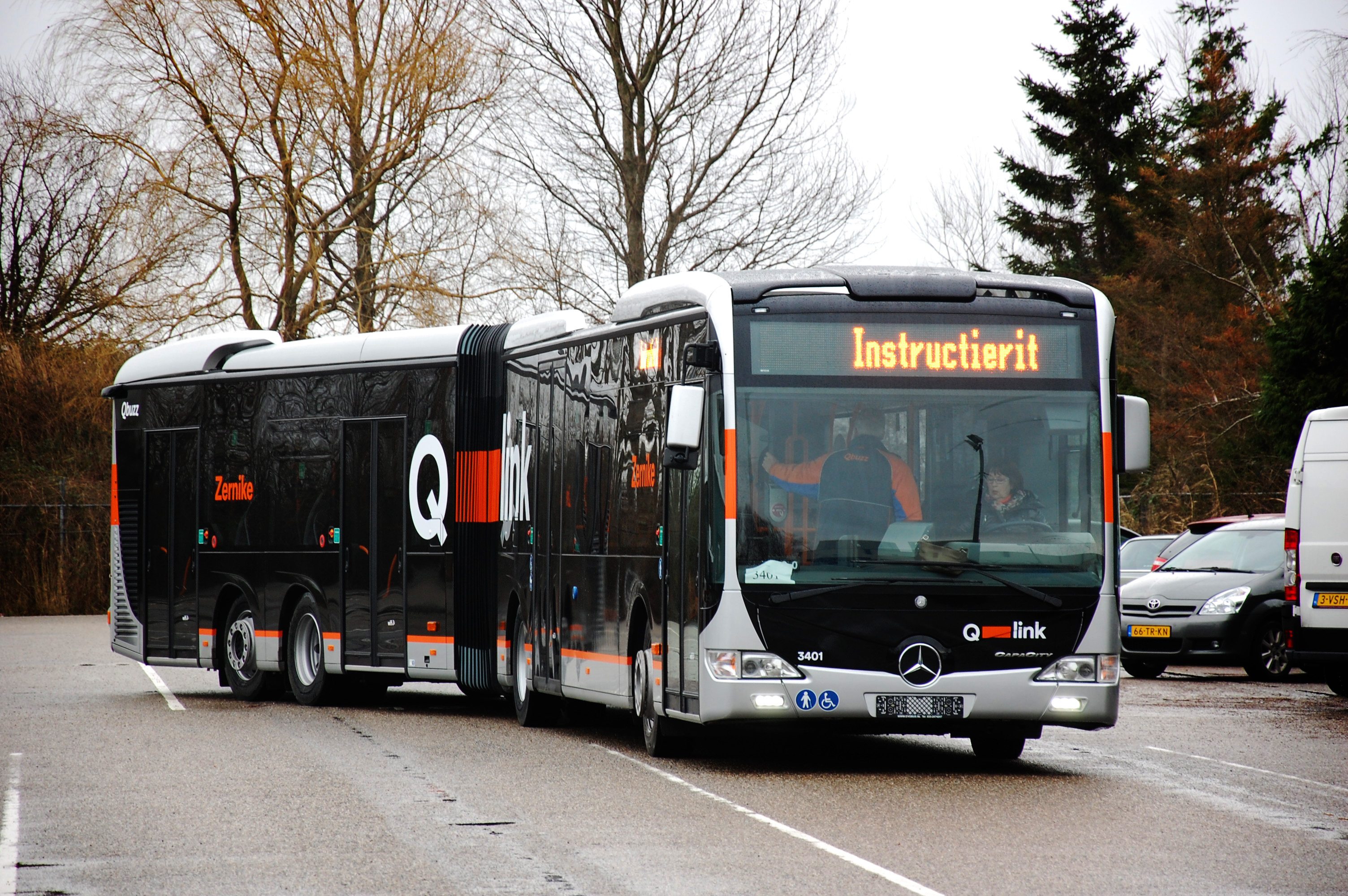
Een Mercedes-Benz CapaCity met Q-link-uiterlijk

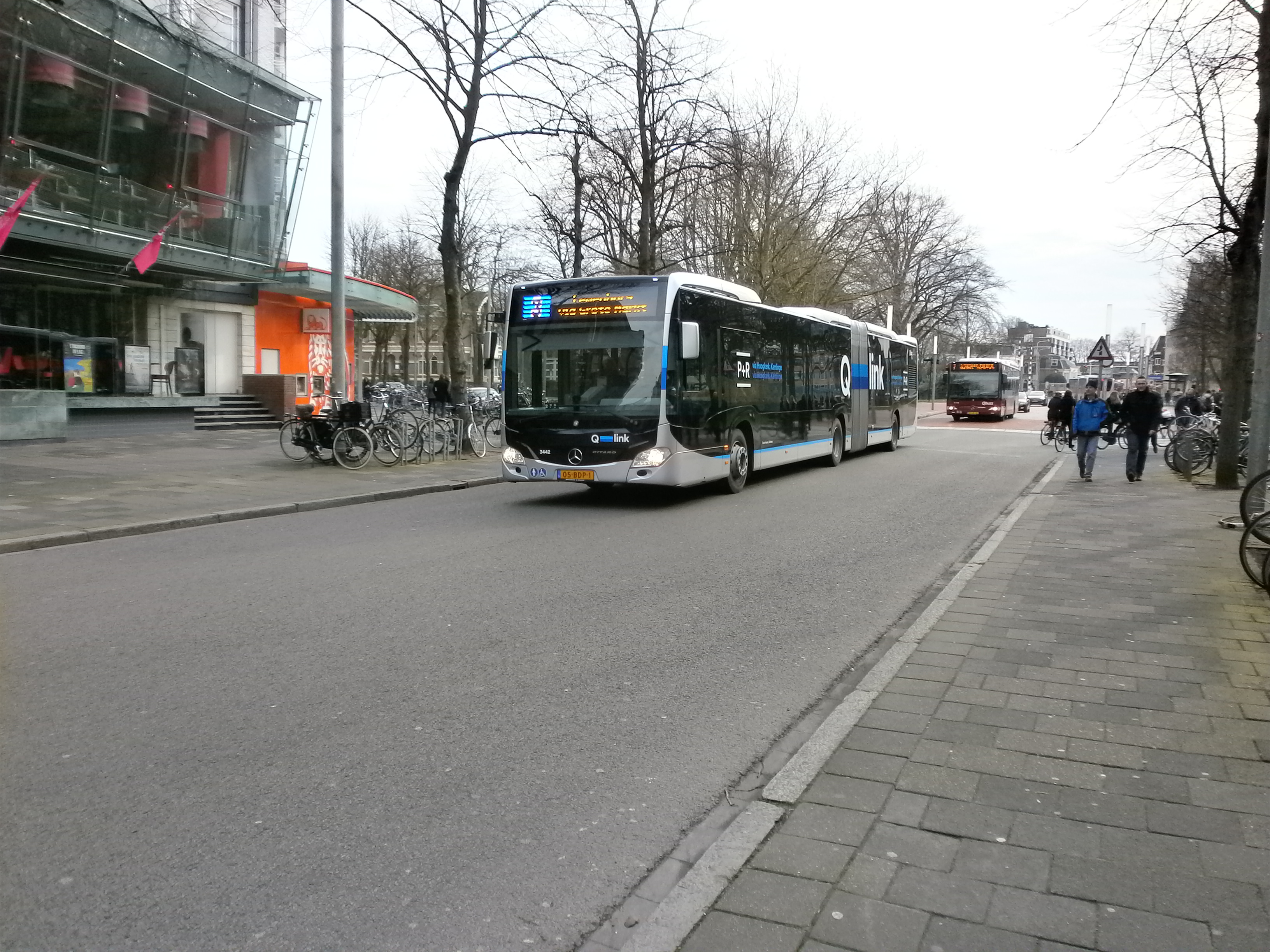
Een Mercedes-Benz Citaro op lijn 3

Q-link is een HOV-busformule van vervoerder Qbuzz en het OV-bureau Groningen Drenthe in en om de stad Groningen. Het bestaat uit zeven buslijnen die belangrijke bestemmingen met elkaar verbinden en in combinatie met kwalitatief hoogwaardige bussen en hoge frequenties mensen moeten verleiden de bus te nemen.

## Geschiedenis
Q-link werd in 2013 bedacht als vervanging voor de door de gemeenteraad afgeblazen Regiotram. De meeste lijnen van Q-link zijn gebaseerd op buslijnen zoals deze gepland waren in het Kolibriplan. Q-link vervangt het lijnennet Plan 2000 dat dateert uit 1992 en in de loop der jaren meermalen is uitgebreid. Q-link ging vanaf 5 januari 2014 in bedrijf met de blauwe Q-link lijnen 3 en 4, de paarse Q-link lijn 5 en de oranje Q-link lijn 15. Op 17 augustus 2014 werd de bestaande lijn 11 als groene lijn toegevoegd aan het Q-linknet. Voor deze vijfde Q-link lijn zijn drie dubbelgelede hybride Hess lighTram's aangeschaft. Deze dubbelgelede hybride bussen hebben tot en met de zomer van 2016 in Groningen rondgereden en zijn daarna overgeplaatst naar Utrecht. Het hybride systeem bleek niet geschikt voor de route die de bus in Groningen reed. Vanaf 8 mei 2016 rijdt Q-link lijn 3 door naar de bushalte Ruischerbrug waar een overstap is gecreëerd met lijn 140. Op 11 december 2016 zijn er wijzigingen doorgevoerd aan de Q-link lijnen. Q-link lijn 11 ging voortaan rijden als Q-link lijn 1 met een extra boog langs UMCG Noord. Ook werd lijn 140 Groningen - Delfzijl omgevormd tot Q-link lijn 6 die samen met Q-link lijn 5 de kleur paars draagt. Sinds 10 april 2017 rijden er op de Q-link lijnen 3 en 4 een viertal nieuwe Mercedes-Benz CapaCity-bussen.
Sinds 10 december 2017 zijn er elektrische VDL Citea's gaan rijden op de groene Q-link lijnen 1 & 2. Op 10 december 2017 is eveneens de eerste lijn van Q-link buiten de stad Groningen gestart, namelijk de rode Q-link lijn 12 tussen Emmen en Klazienaveen. Deze neemt tussen deze 2 plaatsen een druk deel over van de voormalige route van Qliner 300. Qliner 300 is hiermee weer ingekort tot Emmen. Op 3 januari 2021 werd Q-link lijn 12 echter opgeheven, reizigers van die lijn kunnen sindsdien gebruikmaken van andere lijnen tussen Emmen en Klazienaveen.

## Knooppunten
In het Q-linknet wordt ingezet op het busvervoer op bepaalde corridors. Door via diverse knooppunten te rijden ontstaan er vanuit de meeste kernen in en rond Groningen goede busverbindingen en hoeven er minder bussen over de Grote Markt rijden (sinds 17 juli 2022 rijden er helemaal geen bussen meer over de Grote Markt). De belangrijkste knooppunten zijn P+R Kardinge, Hoofdstation, P+R Hoogkerk, P+R Reitdiep, P+R Haren/A28, UMCG en Station Europapark. Vanuit de corridors rijden de Q-link-lijnen in diverse aftakkingen door naar grote dorpen en wijken. Op de corridor tussen P+R Kardinge en P+R Hoogkerk en tussen P+R Haren/A28 en Station Europapark fungeerden de lijnen tot 5 januari 2014 als Citybus. De productnaam Citybus verdween hiermee in Groningen.

## Lijnen
| Lijn | Kleur       | Route                                 | Via | Opmerkingen |
| ---- | ----------- | ------------------------------------- | --- | --- |
|      | Donkergroen | P+R Reitdiep - Hoofdstation           | Zernike Campus, Paddepoel, Station Noord, UMCG en Zuiderdiep                                                     | |
|      | Lichtgroen  | Station Zuidhorn - Station Europapark | Aduard, P+R Reitdiep, Zernike Campus, Paddepoel, Station Noord, UMCG, P+R Euroborg P3                            | Rijdt niet 's avonds na 19:15 en in het weekend.                                                                                               |
|      | Donkerblauw | Ruischerbrug - Leek/Tolbert           | Lewenborg, P+R Kardinge, Oosterhamriktracé, UMCG, Zuiderdiep, Hoofdstation, P+R Hoogkerk                         | Rijdt om en om van/naar Tolbert of Leek Oostindie.                                                                                             |
|      | Lichtblauw  | Beijum - Roden                        | P+R Kardinge, Oosterhamriktracé, UMCG, Zuiderdiep, Hoofdstation, P+R Hoogkerk, Peize                             | Deel van de ritten rijdt in het weekend niet verder dan Hoofdstation of P+R Hoogkerk.                                                          |
|      | Donkerpaars | Scharmer/Meerstad - Annen             | (Harkstede, Engelbert, Middelbert,) P+R Meerstad, IKEA, UMCG, Zuiderdiep, Hoofdstation, P+R Haren A28, Zuidlaren | Rijdt om en om naar Scharmer of Tersluis. Rijdt op bepaalde tijden niet tussen P+R Haren/A28 en Annen.                                         |
|      | Lichtpaars  | Station Delfzijl - P+R Haren/A28      | Appingedam, Ten Post, Ten Boer, Garmerwolde, Ruischerbrug, UMCG, Zuiderdiep en Hoofdstation                      | Rijdt alleen in de spitsuren tussen Hoofdstation en P+R Haren/A28. Slechts een deel van de ritten rijdt na Appingedam door naar Delfzijl.      |
| 11   | Donkergroen | P+R Reitdiep - Hoofdstation           | Paddepoel, Station Noord, UMCG en Zuiderdiep                                                                     | Rijdt 's ochtends van P+R Reitdiep naar Hoofdstation en 's middags van Hoofdstation naar P+R Reitdiep. Rijdt niet 's avonds en in het weekend. |
|      | Oranje      | Hoofdstation - Zernike Campus         | Westelijke Ringweg, Paddepoel                                                                                    | Rijdt niet 's avonds na 21:15, in het weekend en tijdens schoolvakanties.                                                                      |

## Voertuigen
| Series                                                             | Totaal aantal | Aantal in dienst | Type                              | Bouwjaar                           | Inzet op lijnen | Kleur                         | Bijzonderheden | Afbeelding |
| ------------------------------------------------------------------ | ------------- | ---------------- | --------------------------------- | ---------------------------------- | --------------- | ----------------------------- | --- | ---------- |
| 3050-3052, 3056-3058, 3061-3064, 3068, 3070-3072, 3075, 3096, 3097 | 17            | 0                | Mercedes-Benz Citaro (O530G)      | 2009/2010 (omgebouwd)              | 1, 2, 5, 6 & 12 | Groen, rood of paars          | 3061, 3064 & 3070 naar Arriva, 3097 tot 2021 reservebus                                                               |            |
| 3400-3408                                                          | 9             | 9                | Mercedes-Benz CapaCity (O530GL)   | 2013                               | 15              | Oranje                        | 3400 reservebus. |            |
| 3409-3412                                                          | 4             | 4                | Mercedes-Benz CapaCity L (O530GL) | 2017                               | 6               | Paars                         | Reden voor 15 december 2019 in blauwe kleurstelling.                                                                  |            |
| 3420-3423                                                          | 4             | 4                | Mercedes-Benz Citaro (O530G)      | 2013                               | Alle lijnen     | Grijs                         | Reservebussen. Reden tot 10 december 2017 in groene kleurstelling op lijnen 1 & 2.                                    |            |
| 3424-3447                                                          | 24            | 0                | Mercedes-Benz Citaro (O530G)      | 2013 (3424, 3425) 2014 (3426-3447) | 3 & 4           | Blauw                         | Gingen naar U-OV in U-link huisstijl.                                                                                 |            |
| 3448-3462                                                          | 15            | 7                | Mercedes-Benz Citaro (O530G)      | 2016                               | 5 & 6           | Paars                         | 3448-3453 rijden in Fryslân in geel/blauwe huisstijl. 3454 en 3455 hebben de GD streek huisstijl. 3458 is reservebus. |            |
| 3471-3480                                                          | 10            | 10               | VDL Citea SLFA-181 E              | 2017                               | 1, 2 & 11       | Groen                         | |            |
| 3490-3492                                                          | 3             | 0                | Hess lighTram                     | 2014 (bouwjaar 2012)               | 1 & 11          | Groen                         | Gingen naar U-OV (als 4218-4220).                                                                                     |            |
| 7401-7449                                                          | 49            | 49               | Heuliez GX 437                    | 2019                               | 3 t/m 5         | Paars of blauw                | |            |
| 7468-7477                                                          | 10            | 10               | Mercedes-Benz eCitaro (O530G)     | 2024                               | 15              | Groen, paars, blauw en oranje | |            |

## Vervoersbewijzen
In de bussen van Q-link zijn de reguliere vervoersbewijzen, zoals de OV-chipkaart en het eurokaartje geldig. Op alle lijnen van Q-link is het niet meer mogelijk een kaartje met contant geld te kopen, er kan alleen gepind worden.